# ハビエル・アキーノ
ハビエル・イグナシオ・アキーノ・カルモナ（スペイン語: Javier Ignacio Aquino Carmona, 1990年2月11日 - ）は、メキシコ・オアハカ州オアハカ出身のプロサッカー選手である。アキノは現在リーガMXのUANLティグレスに所属している。ポジションはMF。アキーノはサッカーメキシコ代表に選出されてコパ・アメリカ2011に出場したほか、FIFAコンフェデレーションズカップ2013のメンバーにも選出されている。

## 経歴

### ユース
アキーノはオアハカで生まれた。彼は若くしてボールを扱う技術に長けており、クルス・アスルのユースチームでプレーを始めた。アキーノはメキシコ3部リーグに所属するクルス・アスルの下部チームでプレーし、ここでドリブル、スピード、パスの正確さなどで優れたパフォーマンスを見せたためクルス・アスルのリザーブチームに昇格することとなった。数年間リザーブチームでプレーした後、2010-11シーズンに他のユース出身選手とともにトップチームへと昇格することとなった。

### クルス・アスル
2010年7月23日、2010-11シーズンの前期にエンリケ・メサ監督のもと、エストゥディアンテス・テコス戦でアキーノは国内リーグデビューを果たした。この試合ではアレハンドロ・ベラに代わって57分から出場、チームは3-0で勝利した。アキーノは2010年10月24日にエスタディオ・モレロスで行われたプリメーラ・ディビシオン第13節のモナルカス・モレリア戦で初ゴールを決め、1-1の引き分けに貢献した。彼はクルス・アスルに在籍した2年間を超える期間の中で次第にチーム内での地位を固め、先発メンバーに右ウインガーとして名前を連ねるようになっていった。クルス・アスルでは90試合以上に出場、7得点を挙げた。

### ビジャレアル
2013年1月28日、アキーノがスペインのクラブビジャレアルCFに移籍することが発表された。アキーノはエルクレスCF戦においてモイ・ゴメスと交代で67分から出場、リーグデビューを果たした。

### UANLティグレス
2015年6月、リーガMXのUANLティグレスに移籍することが発表された。

### 代表

#### U-23代表
アキーノはルイス・フェルナンド・テナ監督に招集されて2011年パンアメリカン競技大会全6試合に出場し、決勝戦でアルゼンチンを下して金メダルを獲得した。また、2012年7月5日に行われたクルブ・レオンとの親善試合で代表初ゴールを挙げて1-1の引分に貢献した。その後、アキーノはU-23メキシコ代表としてロンドンオリンピックに出場、金メダルを獲得した。

#### A代表
2011年7月4日、アキーノはコパ・アメリカ2011のチリ戦においてメキシコ代表にデビューし、グループリーグ3試合に出場した。
コパ・アメリカ2011に参加するメキシコ代表が5人のオーバーエイジ選手を含む22歳以下の選手でチームを構成すると決定（FIFAはこのチームをA代表として認めた）したため、年齢制限のない選考によってアキーノがA代表にデビューしたのは2011年11月11日に行われたセルビアとの試合においてであり、86分からアキーノがアンドレス・グアルダードに代わって出場したこの試合は2-0でメキシコが勝利した。
次に代表として試合に出場したのは2012年1月25日に行われた親善試合のベネズエラ戦であり、この試合で彼はメキシコの攻撃に創造性を与えることに貢献した。アキーノは1-1のスコアであった56分から途中出場すると、メキシコのチャンスを作り出す役割を果たして3-1の勝利に貢献した。

## 個人成績

### クラブ
2016年1月18日時点
| クラブ                 | シーズン | リーグ | リーグ | リーグ   | カップ1 | カップ1 | カップ1  | 国際大会2 | 国際大会2 | 国際大会2 | 合計 | 合計   | 合計     |
| クラブ                 | シーズン | 出場   | ゴール | アシスト | 出場    | ゴール  | アシスト | 出場      | ゴール    | アシスト  | 出場 | ゴール | アシスト |
| ---------------------- | -------- | ------ | ------ | -------- | ------- | ------- | -------- | --------- | --------- | --------- | ---- | ------ | -------- |
| クルス・アスル         | 2010-11  | 29     | 1      | 2        | -       | -       | -        | 8         | 0         | 3         | 37   | 1      | 5        |
| クルス・アスル         | 2011-12  | 31     | 2      | 7        | -       | -       | -        | 4         | 0         | 2         | 35   | 2      | 9        |
| クルス・アスル         | 2012-13  | 18     | 4      | 4        | 3       | 1       | 0        | -         | -         | -         | 21   | 5      | 4        |
| ビジャレアルCF         | 2012-13  | 12     | 0      | 1        | -       | -       | -        | -         | -         | -         | 12   | 0      | 1        |
| ビジャレアルCF         | 2013-14  | 32     | 1      | 5        | 4       | 1       | 0        | -         | -         | -         | 35   | 2      | 5        |
| ラージョ・バジェカーノ | 2014-15  | 24     | 0      | 2        | -       | -       | -        | -         | -         | -         | 24   | 0      | 2        |
| UANLティグレス         | 2014-15  | 0      | 0      | 0        | -       | -       | -        | 3         | 0         | 0         | 3    | 0      | 0        |
| UANLティグレス         | 2015-16  | 40     | 7      | 10       | -       | -       | -        | 6         | 0         | 0         | 46   | 7      | 10       |
| UANLティグレス         | 2016-17  | 19     | 3      | 5        | -       | -       | -        | 4         | 0         | 0         | 23   | 3      | 5        |
| UANLティグレス         | 2017-18  |        |        |          |         |         |          |           |           |           |      |        |          |
| 合計                   | -        | 205    | 18     | 36       | 8       | 2       | 0        | 25        | 0         | 6         | 238  | 20     | 41       |

## 代表歴

### 出場大会
- メキシコ代表
  - 2014 FIFAワールドカップ
  - 2018 FIFAワールドカップ

### 試合数
- 国際Aマッチ 54試合 0得点（2011年-2018年）[12]

| メキシコ代表 | 国際Aマッチ | 国際Aマッチ |
| 年           | 出場        | 得点        |
| ------------ | ----------- | ----------- |
| 2011         | 4           | 0           |
| 2012         | 4           | 0           |
| 2013         | 12          | 0           |
| 2014         | 6           | 0           |
| 2015         | 8           | 0           |
| 2016         | 7           | 0           |
| 2017         | 9           | 0           |
| 2018         | 4           | 0           |
| 通算         | 54          | 0           |

### 得点
| 代表得点 | 代表得点      | 代表得点     | 代表得点             | 代表得点       | 代表得点 | 代表得点 |
| #        | 日時          | 都市         | 会場                 | 対戦相手       | 結果     | 大会     |
| -------- | ------------- | ------------ | -------------------- | -------------- | -------- | -------- |
| 1.       | 2012年7月15日 | グアダラハラ | エスタディオ・レオン | クルブ・レオン | 1–1      | 親善試合 |

## タイトル

### 代表
U-23メキシコ代表
- パンアメリカン競技大会 (1): 2011
- オリンピック (1): 2012
- トゥーロン国際大会 (1): 2012

### クラブ
UANLティグレス
- リーガMX (2): 2015前期, 2016前期

カンペオン・デ・カンペオーネス (2): 2016, 2017